# Соколов, Борис Макарович
Борис Макарович Соколов (19 августа 1927 года, деревня Большая Каменка, Костромская губерния — 20 июня 2001 года) — капитан атомного ледокола «Ленин»; Герой Социалистического Труда (1981).

## Биография
Родился в русской семье столяра.

Могила Соколова на Серафимовском кладбище Санкт-Петербурга.

В 1950 году окончил судоводительский факультет Ленинградского высшего арктического морского училища имени С. О. Макарова. Практику проходил на ледоколах «Вячеслав Молотов» и «Илья Муромец», парусных шхунах «Академик Шокальский» и «Профессор Визе».
С 1951 года работал в Ленинградском морском агентстве Главсевморпути на ледоколах «Илья Муромец» и «Сибиряков» третьим, вторым и с 1954 года старшим помощником капитана. С 1957 года — в Мурманском государственном морском арктическом пароходстве: начал работу на ледоколе «Сибиряков» в должности 3-го помощника капитана и через два года был уже старшим помощником капитана. В 1957—1959 годах — старший помощник капитана, затем капитан дизель-электрохода «Обь», в этой должности в ноябре 1958 — апреле 1959 года участвовал в 4-й советской Антарктической экспедиции.
С ноября 1959 года — дублёр капитана, с 4 ноября 1961 года — капитан атомного ледокола «Ленин». В 1961 году экипаж выполнил сложнейшую задачу — прошёл в район тяжёлых льдов в Чукотском море, доставил на паковую льдину экспедицию и построил дрейфующую полярную станцию «Северный полюс-10», расставил по кромке многолетних льдов шестнадцать дрейфующих автоматических радиометеостанций (самую северную — на восточных подходах к мысу Арктический, за восьмидесятой параллелью, в условиях полярной ночи). В 1970 году выполнил экспериментальный рейс и первую продлённую арктическую навигацию по вывозу норильской руды из порта Дудинка.
В феврале 1976 года атомоход «Ленин» под командованием Б. М. Соколова совершил сверхраннюю проводку дизель-электрохода «Павел Пономарёв» к полуострову Ямал; с этого года рейсы на Ямал стали регулярными. Всего на капитанском мостике «Ленина» Б. М. Соколов провёл во льдах более 2000 судов.
Указом Президиума Верховного Совета СССР от 2 апреля 1981 года за выдающиеся производственные достижения по выполнению заданий десятой пятилетки Соколову Борису Макаровичу присвоено звание Героя Социалистического Труда с вручением ордена Ленина и золотой медали «Серп и Молот».
При участии капитана Б. М. Соколова формировалось большинство специалистов атомного ледокольного флота СССР. Б. М. Соколов много сделал для сохранения атомохода «Ленин» и преобразования его в музей освоения Арктики.
Избирался депутатом Ленинского районного совета Мурманска. Был почётным председателем Мурманского областного отделения Всероссийского общественно-политического движения «Духовное наследие».
Жил в Мурманске. Скончался 20 июня 2001 года. Похоронен на Серафимовском кладбище в Санкт-Петербурге.

## Награды
- медаль «Серп и Молот» Героя Социалистического Труда (2.4.1981)
- два ордена Ленина (1963, 2.4.1981)
- орден Октябрьской Революции (25.10.1976)
- медали
- Почётный работник морского флота
- Почётный полярник
- Почётный гражданин города-героя Мурманска (1996)[3]
- Почётный гражданин города Кологрив Костромской области.

## Память
В Мурманске на доме 19 по улице С. Перовской, в котором жил Б. М. Соколов, в 2011 г. открыта мемориальная доска.